# Bartłomiej Swawe
Bartłomiej Swawe (ur. 1494, zm. 1566) – urzędnik na dworze książąt pomorskich, i reformator luterański, biskup kamieński w latach 1545-1549.

## Życiorys
Pochodził z zamożnej rodziny pomorskiej Schwawe spokrewnionej z katolickim biskupem kamieńskim Henningiem Ivenem. Jego ojciec, Jürgen Swawe, był burmistrzem Słupska, a brat Jan Swawe – kanonikiem i witztumem kapituły kamieńskiej. 
Przygotowując się do kariery, Bartłomiej Swawe zdobył – podobnie jak jego starszy brat – gruntowne wykształcenie akademickie. Początkowo kształcił się w Słupsku i Szczecinie. Następnie studiował w Leuven, Münster i Lipsku. Po powrocie do ojczyzny w 1510 roku otrzymał od biskupa kamieńskiego Marcina von Karitha posadę wikariusza w Słupsku. Następnie ponownie udał się na dalsze nauki do Włoch. Po powrocie na Pomorze Zachodnie, pomimo że nie przyjął nigdy święceń kapłańskich, został kanonikiem kapituły kolegiackiej w Szczecinie i kanonikiem kapituły katedralnej w Kamieniu Pomorskim.  Od 1529 roku pracował w kancelarii książąt pomorskich Jerzego I i Barnima IX jako radca dworski. Od 1531 roku był kanclerzem pomorskim. Od 1532 roku był witztumem kapituły kamieńskiej. W 1534 roku ożenił się z Gertrudą von Zitzewitz.
Od początku lat 30. XVI wieku zaczął popierać nauki Marcina Lutra. Mając wysoką pozycję w administracji kościelnej i państwowej Pomorza, działał na rzecz ruchu protestanckiego. Będąc kanclerzem na dworze Barnima IX, był głównym organizatorem i sprawcą zwołania sejmu trzebiatowskiego, który wprowadził luteranizm na Pomorzu Zachodnim jako religię państwową. Wspólnie z Janem Bugenhagenem prowadził wizytacje w parafiach i klasztorach pomorskich oraz był współorganizatorem struktur Pomorskiego Kościoła Ewangelickiego. Prowadził negocjacje z biskupem kamieńskim Erazmem von Manteuffelem. Starał się bezskutecznie nakłonić go do przyjęcia Ordynacji Kościelnej Bugenhagena i przejścia na luteranizm. W 1544 roku został mianowany superintendentem kołobrzeskim.
12 kwietnia 1545 roku kamieńska kapituła katedralna wybrała Bartłomieja Swawe biskupem pomorskim. 5 maja 1545 roku odbyła się jego instalacja w Kamieniu Pomorskim. 12 października 1545 roku Bartłomiej Swawe działając według Ordynacji Kościelnej zrzekł się w Koszalinie praw do dominium i przekazał formalnie zwierzchnictwo nad biskupstwem książętom pomorskim. Oznaczało to całkowite zerwanie związków diecezji kamieńskiej ze Stolicą Apostolską. Jako dyplomata rozpoczął również zabiegi o przyjęcie Pomorza Zachodniego do unii szmalkaldzkiej.
Formalna schizma biskupa i przekazanie majątku diecezjalnego na rzecz Gryfitów spotkały się ze sprzeciwem cesarza Karola V. Władca Rzeszy jako suweren nad Pomorzem Zachodnim rozpoczął proces kontrreformacyjny. Wykorzystując swoje zwycięstwo nad książętami protestanckimi w I wojnie szmalkaldzkiej i interim augsburskie skutecznie doprowadził do zmian w Pomorskim Kościele Ewangelickim. 1 sierpnia 1549 roku Bartłomiej Swawe został zmuszony do złożenia urzędu biskupa kamieńskiego. Kapituła katedralna w Kamieniu Pomorskim działając pod presją cesarza wybrała jego następcą Marcina Wejhera, który w 1551 roku został uznany również przez papieża i otrzymał bullę prekonizacyjną.
Po 1549 roku Bartłomiej Swawe pozostawał jedynie urzędnikiem kancelarii książęcej. Zachował dożywotnio tytuł biskupa seniora, a także nadane mu uposażenie. Po 1560 roku nie pełnił już żadnych funkcji. Ostatnie lata spędził w Bytowie, gdzie też zmarł.

## Literatura
- M. Wehrmann, Swawe Bartholomeus, evangelischer Bischof von Cammin. W: Allgemeine Deutsche Biographie. Bd. 54. Leipzig 1908